# Espectrómetro / Telescopio para Rayos X de Imagenología (STIX)
El Espectrómetro / Telescopio para Rayos X de Imagenología (STIX) es uno de los 10 instrumentos que forman parte de la carga científica de la misión de la ESA Solar Orbiter, que se lanzará en octubre de 2018. El instrumento STIX es un espectrómetro de imágenes de rayos X, cuyo propósito es estudiar el plasma solar extremadamente caliente y los electrones de alta energía acelerados durante una llamarada solar. Puede detectar rayos X de 4 a 150 keV y explora una técnica de imagen indirecta basada en el Patrón de Moiré, para producir imágenes con poca resolución angular de arco en cualquier rango de energía dado. El instrumento ha sido desarrollado por una colaboración internacional liderada por la Universidad de Ciencias Aplicadas y las Artes del Noroeste de Suiza.